# Lothar E. Stickelbrucks
Lothar Elias Stickelbrucks (* 4. Oktober 1943 in Misdroy, Pommern) ist ein deutscher Kameramann.

## Leben
Lothar E. Stickelbrucks absolvierte seine technische und fotografische Ausbildung unter anderem in den USA. Mehrere Jahre war er Kameraassistent und untergeordneter Kameramann. Seit 1971 steht er hauptverantwortlich bei Spielfilmen, Industriefilmen, Dokumentarfilmen und einer großen Anzahl Werbeclips hinter der Kamera.
Einige seiner Dokumentarfilme wurden mit internationalen Preisen ausgezeichnet.
Aus seiner ersten Ehe mit Ursula-Gabriele Winzer stammt sein 1966 geborener Sohn Tim Stickelbrucks.  Nach der Scheidung war von 1973 bis 1975 die Schauspielerin Ingrid Steeger seine Ehefrau.

## Filmografie
| - 1971: Eddie geht weiter (Haytabo) - 1972: Eine Handvoll Zärtlichkeit (Harlis) - 1972: Die Autozentauren (TV) - 1973: Sylvie (TV) - 1974: Jodeln is ka Sünd - 1974: Paul (TV) - 1974: Wachtmeister Rahn - 1975: Teenagerliebe (TV) - 1975: Das Konzert (TV) - 1975: Der zweite Frühling - 1976: Ketten (TV) - 1977: Der Tod des Fischers Marc Leblanc - 1977: C’est la vie, Rose – Ein Junggesellenspiel - 1977: Spielen wir Liebe - 1977: Jazz Expatriates - 1977: Also es war so... (TV) - 1978: Ausgerechnet Bananen - 1979: Zwei Däninnen in Lederhosen - 1979: Der Durchdreher - 1979: Protokoll eines Verdachts (TV) - 1980: Johann Sebastian Bachs vergebliche Reise in den Ruhm - 1981: Bäume ausreißen (TV) - 1982: Marmor, Stein und Eisen bricht - 1982: Die Jäger - 1982: Die priwalov'schen Millionen (Fernsehserie, 6 Folgen) - 1983: Der Kleine - 1983: Die Spider Murphy Gang - 1983: Mondkräcker (TV) - 1984: Annas Mutter - 1985: Pep im Hotel (TV) - 1985: Die Spur der anderen (TV) - 1985: Grenzenloses Himmelblau (TV) - 1985: Schwarzer Lohn und weiße Weste - 1986: Detektivbüro Roth (Fernsehserie, 3 Folgen) - 1986: Geheimnis in Cornwall (TV) - 1986: Preis der Feigheit (TV) - 1986: Tatort: Tödliche Blende - 1987: Ossegg oder Die Wahrheit über Hänsel und Gretel - 1987: Drei Damen vom Grill (Fernsehserie, 13 Folgen) - 1987–1989: Praxis Bülowbogen (Fernsehserie, 20 Folgen) | - 1988: Zockerexpreß - 1989: Ein verhexter Sommer (TV) - 1989: Das Geheimnis des Mondtals (The Secret of the Ice Cave) - 1990: Heidi und Erni (Fernsehserie) - 1991: Rothenbaumchaussee (TV) - 1991–1996: Die Männer vom K3 (Fernsehserie, 4 Folgen) - 1992: Halali für einen Jagdfreund (TV) - 1992: Die Tigerin - 1992: Einer zahlt immer (TV) - 1992: Samba Syndrom - 1993: Die Ratte - 1993: Die Elefantenbraut (TV) - 1997: Betrogen – Eine Ehe am Ende (TV) - 1997: Und plötzlich war alles anders (TV) - 1992: Tatort – Stoevers Fall - 1993: Tatort – Amoklauf - 1998: Vater wider Willen (Fernsehserie, 4 Folgen) - 1998: Sommergewitter - 1999: Atemlose Liebe (TV) - 1999: Schwarzes Blut (TV) - 1999: Ein einzelner Mord - 2000: Vor Sonnenuntergang - 2001: Ein Stück vom Glück (TV) - 2001: Der Club der grünen Witwen (TV) - 2001: Natalie – Das Leben nach dem Babystrich (TV) - 2001: Ein Geschenk der Liebe (TV) - 2001: Scheidung mit Hindernissen (TV) - 2002: Die Kristallprinzessin (TV) - 2002: Die Rosenkrieger (TV) - 2002: Ein Sack voll Geld (TV) - 2002: Das Haus der Schwestern (TV) - 2003: Marga Engel kocht vor Wut (TV) - 2004: The Love I Stole (Kurzfilm) - 2004: Marga Engel gibt nicht auf (TV) - 2006–2011: Familie Dr. Kleist (Fernsehserie, 25 Folgen) - 2007: Bezaubernde Marie (TV) - 2007: Ein Paradies für Pferde (TV) - 2008–2009: Forsthaus Falkenau (Fernsehserie, 25 Folgen) - 2020: Bad Boy Lemke – Die abgebrochenen Filme |